# Петрушин, Алексей Алексеевич
Алексе́й Алексе́евич Петру́шин (род. 29 января 1952, Люберцы, Московская область) — советский футболист, советский и российский футбольный тренер. Мастер спорта СССР международного класса (1979). Выступал на позиции полузащитника.

## Игровая карьера
Воспитанник детских команд ОДО и «Торпедо» (Люберцы), там же начал играть на взрослом уровне. Первый тренер — И. Ф. Байков.
В основном составе «Динамо» дебютировал 3 июня 1972 года. Всего за «Динамо» провёл 305 матчей (244 в чемпионатах СССР, 42 в Кубке страны и 19 в еврокубках), забил 24 гола (21, 2, 1).
После московского «Динамо» выступал за «Пахтакор» (Ташкент) и «Кубань» (Краснодар).

Работоспособный и старательный, все игровые действия выполнял на высокой скорости, был полезен в подыгрыше партнёрам, строго соблюдал игровую дисциплину.—  Энциклопедия «Российский футбол за 100 лет». Октябрь 1997 года.

## Тренерская карьера
В 1985 году начал тренерскую карьеру. Был ассистентом тренера команд «Шахриханец» (Шахрихан), «Пахтакор» (Андижан). В 1990 году окончил Высшую школу тренеров. Тренировал команды «Прометей» (Люберцы), «Динамо-Газовик» (Тюмень), «Арсенал» (Тула), «Спартак» (Щёлково), «Динамо» (Москва) (дублирующий и основной составы), «Шинник» (Ярославль), «Химки», «Лукойл» (Челябинск), «Кайрат» (Алма-Ата), «Металлург» (Липецк), «Луховицы».
В 2010 году тренировал «Сокол» Саратов. В 2011—2012 возглавлял ФК «Челябинск». Достиг договорённости с руководством семипалатинского «Спартака» и с 19 мая 2014 года приступил к обязанностям главного тренера. По окончании сезона 2015 года покинул «Спартак».
В феврале 2017 года назначен главным тренером казахстанского клуба «Ордабасы». Команда впервые стала в этом сезоне бронзовым призёром чемпионата Казахстана. В январе 2018 года покинул клуб после ухода президента клуба Бахтияра Байсеитова.

## Достижения игрока
- Чемпион СССР 1976 (весна)
- Обладатель Кубка СССР 1977
- Финалист Кубка СССР 1979
- Бронзовый призёр чемпионатов СССР 1973, 1975
- Чемпион Спартакиады народов СССР 1979 года в составе сборной Москвы
- Обладатель Кубка сезона 1977

## Достижения тренера
«Динамо-д» Москва
- Победитель 3-й зоны третьей лиги: 1996, 1997

«Кайрат»
- Чемпион Казахстана: 2004
- Бронзовый призёр чемпионата Казахстана: 2005
- Лучший тренер Казахстана 2005

«Динамо» Минск
- Серебряный призёр чемпионата Белоруссии: 2006

«Ордабасы»
- Бронзовый призёр чемпионата Казахстана: 2017